# Tølløse
Tølløse – miasto w Danii, w regionie Zelandia, w gminie Holbæk.